# 1916年民主党全国大会
1916年民主党全国大会 (1916 Democratic National Convention) は、1916年6月14日から6月16日にかけてミズーリ州セントルイスのセイントルイス・コロシアムで開催された。この大会は、大統領候補としてニュー・ジャージー州のウッドロウ・ウィルソンを、副大統領候補としてインディアナ州のトマス・R・マーシャルを指名した。